# Rob Sitch
Robert Ian Sitch est un acteur, réalisateur, producteur et humoriste australien né à Melbourne le 17 mars 1962.
Il est producteur et scénariste de séries télévisées australiennes dans lesquelles il joue souvent un rôle : The D-Generation (1987-88), The Late Show (1993), Funky Squad (1995), Frontline (1997) et Thank God You're Here (2006).

## Filmographie
- 1997 : The Castle
- 2000 : The Dish (ou L'Antenne)

## Publication
- Molvanie, un guide touristique sur un pays imaginaire, coécrit avec Santo Cilauro et Tom Gleisner, éditeur : Jetlag travel guide,  (ISBN 2-080-688-901)